# Friande (Póvoa de Lanhoso)
Friande é uma povoação portuguesa do Município de Póvoa de Lanhoso que foi sede da extinta Freguesia de Friande, freguesia que tinha 5,14 km² de área e 241 habitantes (2011), e, por isso, uma densidade populacional de 46,9 hab./km².
A Freguesia de Friande foi extinta (agregada) pela última Reorganização administrativa do território das freguesias, de acordo com a Lei n.º 11-A/2013 de 28 de Janeiro, tendo o seu território sido agregado ao da das freguesias de Verim e Ajude para constituir a União de freguesias de Verim, Friande e Ajude com sede em Verim.

## População
| População da freguesia de Friande (1864 – 2011) | População da freguesia de Friande (1864 – 2011) | População da freguesia de Friande (1864 – 2011) | População da freguesia de Friande (1864 – 2011) | População da freguesia de Friande (1864 – 2011) | População da freguesia de Friande (1864 – 2011) | População da freguesia de Friande (1864 – 2011) | População da freguesia de Friande (1864 – 2011) | População da freguesia de Friande (1864 – 2011) | População da freguesia de Friande (1864 – 2011) | População da freguesia de Friande (1864 – 2011) | População da freguesia de Friande (1864 – 2011) | População da freguesia de Friande (1864 – 2011) | População da freguesia de Friande (1864 – 2011) | População da freguesia de Friande (1864 – 2011) |
| ----------------------------------------------- | ----------------------------------------------- | ----------------------------------------------- | ----------------------------------------------- | ----------------------------------------------- | ----------------------------------------------- | ----------------------------------------------- | ----------------------------------------------- | ----------------------------------------------- | ----------------------------------------------- | ----------------------------------------------- | ----------------------------------------------- | ----------------------------------------------- | ----------------------------------------------- | ----------------------------------------------- |
| 1864                                            | 1878                                            | 1890                                            | 1900                                            | 1911                                            | 1920                                            | 1930                                            | 1940                                            | 1950                                            | 1960                                            | 1970                                            | 1981                                            | 1991                                            | 2001                                            | 2011                                            |
| 532                                             | 465                                             | 455                                             | 437                                             | 434                                             | 403                                             | 451                                             | 480                                             | 534                                             | 552                                             | 447                                             | 426                                             | 393                                             | 324                                             | 241                                             |